# Гімнастика на літніх Олімпійських іграх 2024 — кваліфікація
У цій статті описано етап кваліфікації на змагання з гімнастики на літніх Олімпійських іграх 2024 року.
Після літніх Олімпійських ігор 2020 року в Токіо система кваліфікації зазнала значного перегляду. Розмір команди в змаганнях зі спортивної гімнастики збільшено з чотирьох учасників до п'яти, але без збереження можливості отримання двох додаткових індивідуальних ліцензій. Таким чином, максимальна квота для Національного олімпійського комітету складає п'ять гімнастів/гімнасток, якщо кваліфікувалися командою, або три індивідуальні квоти, якщо не змогли відібратися командою.
Крім чемпіонатів світу 2022 та 2023 року буде можливість потрапити на Олімпійські ігри на основі сукупного балу, досягнутого за підсумками серії Кубку світу та різних континентальних чемпіонатів зі спортивної гімнастики.

## Розклад
| Спортивна гімнастика | Спортивна гімнастика                                                     | Спортивна гімнастика                                         |
| Турнір | Дата                                                                     | Місце                                                        |
| --- | ------------------------------------------------------------------------ | ------------------------------------------------------------ |
| Чемпіонат світу зі спортивної гімнастики 2022 | 29 жовтня – 6 листопада 2022                                             | Ліверпуль, Велика Британія                                   |
| Чемпіонат світу зі спортивної гімнастики 2019 | 30 вересня–8 жовтня 2023                                                 | Антверпен, Бельгія                                           |
| Кубок світу зі спортивної гімнастики - Серія етапів кубка світу 2024                                                                                            | 15-18 лютого 2024 22-25 лютого 2024 07-10 березня 2024 17-20 квітня 2024 | Каїр, Єгипет Котбус, Німеччина Баку, Азербайджан Доха, Катар |
| Континентальні чемпіонати 2024 - Чемпіонат Європи 2024 - Чемпіонат Азії 2024 - Панамериканський чемпіонат 2023 - Чемпіонат Африки 2024 - Чемпіонат Океанії 2024 | 2024                                                                     | Різні                                                        |
| Художня гімнастика |                                                                          |                                                              |
| Турнір | Дата                                                                     | Місце                                                        |
| Чемпіонат світу з художньої гімнастики 2022 | 14 вересня — 18 вересня 2022                                             | Софія, Болгарія                                              |
| чемпіонат світу з художньої гімнастики 2023 | 23 серпня — 27 серпня 2023                                               | Валенсія, Іспанія                                            |
| Континентальні чемпіонати 2024 | 2024                                                                     | Різні                                                        |
| Стрибки на батуті |                                                                          |                                                              |
| Турнір | Дата                                                                     | Місце                                                        |
| Чемпіонат світу зі стрибків на батуті 2023 | 9 - 12 листопада 2023                                                    | Бірмінгем Велика Британія                                    |
| Серія етапів кубка світу зі стрибків на батуті 2023-2024 | З лютого 2023-го по квітень 2024-й (6 турнірів)                          | Різні                                                        |
| Континентальні чемпіонати 2024 | 2024                                                                     | Різні                                                        |

## Підсумки кваліфікації
У таблиці нижче наведено кількість чоловіків та жінок від кожного НОК, що пройшли кваліфікацію на гімнастичні дисципліни на Олімпійських іграх 2024 року.
| Країна                         | Спортивна | Спортивна | Художня       | Художня | Стрибки на батуті | Стрибки на батуті | Загалом |
| Країна                         | Чоловіки  | Жінки     | Індивідуальні | Групові | Чоловіки          | Жінки             | Загалом |
| ------------------------------ | --------- | --------- | ------------- | ------- | ----------------- | ----------------- | ------- |
| Алжир (ALG)                    |           | 1         |               |         |                   |                   | 1       |
| Вірменія (ARM)                 | 2         |           |               |         |                   |                   | 2       |
| Австралія (AUS)                | 1         | 5         | 1             | 5       | 1                 |                   | 13      |
| Австрія (AUT)                  |           | 1         |               |         | 1                 |                   | 2       |
| Азербайджан (AZE)              |           |           | 1             | 5       |                   | 1                 | 7       |
| Бельгія (BEL)                  | 3         | 2         |               |         |                   |                   | 5       |
| Бразилія (BRA)                 | 2         | 5         | 1             | 5       | 1                 | 1                 | 15      |
| Болгарія (BUL)                 | 1         | 1         | 2             | 5       |                   |                   | 9       |
| Канада (CAN)                   | 5         | 5         |               |         |                   | 1                 | 11      |
| Китай (CHN)                    | 5         | 5         | 1             | 5       | 2                 | 2                 | 20      |
| Колумбія (COL)                 | 1         | 1         |               |         | 1                 |                   | 3       |
| Хорватія (CRO)                 | 2         |           |               |         |                   |                   | 2       |
| Кіпр (CYP)                     | 1         |           | 1             |         |                   |                   | 2       |
| Чехія (CZE)                    |           | 1         |               |         |                   |                   | 1       |
| Чилі (CHI)                     |           |           |               |         |                   |                   |         |
| Домініканська Республіка (DOM) | 1         |           |               |         |                   |                   | 1       |
| Єгипет (EGY)                   | 1         | 1         | 1             | 5       | 1                 | 1                 | 10      |
| Франція (FRA)                  | 1         | 5         | 1             | 5       | 1                 | 1                 | 14      |
| Грузія (GEO)                   |           |           | 1             |         |                   | 1                 | 1       |
| Німеччина (GER)                | 5         | 3         | 2             | 5       | 1                 |                   | 16      |
| Велика Британія (GBR)          | 5         | 5         |               |         | 1                 | 2                 | 13      |
| Гонконг (HKG)                  | 1         |           |               |         |                   |                   | 1       |
| Греція (GRE)                   | 1         |           |               |         |                   |                   | 1       |
| Гаїті (HAI)                    |           | 1         |               |         |                   |                   | 1       |
| Угорщина (HUN)                 | 1         | 3         | 1             |         |                   |                   | 5       |
| Індонезія (INA)                |           | 1         |               |         |                   |                   | 1       |
| AIN                            |           |           |               |         | 1                 | 2                 | 3       |
| Іран (IRI)                     | 1         |           |               |         |                   |                   | 1       |
| Ірландія (IRL)                 | 1         |           |               |         |                   |                   | 1       |
| Ізраїль (ISR)                  | 1         | 1         | 1             | 5       |                   |                   | 8       |
| Італія (ITA)                   | 5         | 5         | 2             | 5       |                   |                   | 17      |
| Ямайка (JAM)                   |           | 1         |               |         |                   |                   | 1       |
| Японія (JPN)                   | 5         | 5         |               |         | 1                 | 1                 | 12      |
| Йорданія (JOR)                 | 1         |           |               |         |                   |                   | 1       |
| Казахстан (KAZ)                | 2         |           | 1             |         | 1                 |                   | 4       |
| Лаос (LAO)                     |           |           | 1             |         |                   |                   | 1       |
| Литва (LTU)                    | 1         |           |               |         |                   |                   | 1       |
| Мексика (MEX)                  |           | 3         |               | 5       |                   |                   | 8       |
| Нідерланди (NED)               | 5         | 5         |               |         |                   |                   | 10      |
| Нова Зеландія (NZL)            |           | 2         |               |         | 1                 | 1                 | 4       |
| Північна Корея (PRK)           |           | 1         |               |         |                   |                   | 1       |
| Панама (PAN)                   |           | 1         |               |         |                   |                   | 1       |
| Філіппіни (PHI)                | 1         | 3         |               |         |                   |                   | 4       |
| Португалія (POR)               |           | 1         |               |         | 1                 |                   | 2       |
| Румунія (ROU)                  | 1         | 5         | 1             |         |                   |                   | 7       |
| Сінгапур (SGP)                 |           | 1         |               |         |                   |                   | 1       |
| Словенія (SLO)                 |           | 1         | 1             |         |                   |                   | 2       |
| ПАР (RSA)                      |           | 1         |               |         |                   |                   | 1       |
| Південна Корея (KOR)           | 3         | 5         |               |         |                   |                   | 8       |
| Іспанія (ESP)                  | 5         | 3         | 2             | 5       | 1                 | 1                 | 17      |
| Швейцарія (SUI)                | 5         | 1         |               |         |                   |                   | 6       |
| Китайський Тайбей (TPE)        | 1         | 1         |               |         |                   |                   | 2       |
| Сирія (SYR)                    | 1         |           |               |         |                   |                   | 1       |
| Туреччина (TUR)                | 5         |           |               |         |                   |                   | 5       |
| Україна (UKR)                  | 5         | 4         | 4             | 5       |                   |                   | 18      |
| США (USA)                      | 5         | 5         | 1             |         | 1                 | 1                 | 13      |
| Узбекистан (UZB)               | 3         |           | 1             | 5       |                   |                   | 9       |
| Загалом: 62 НОК                | 96        | 96        | 24            | 70      | 16                | 16                | 318     |

## Спортивна гімнастика16

### Чоловічі змагання
Квоти в командній першості
| Дисципліна                                    | Критерій                                                              | Національні збірні, що кваліфікувались                                                                                           |
| --------------------------------------------- | --------------------------------------------------------------------- | --- |
| Команди з чотирьох                            |                                                                       | |
| Чемпіонат світу зі спортивної гімнастики 2022 | Команди, що посіли 1–3 місця                                          | Китай (CHN) Японія (JPN) Велика Британія (GBR)                                                                                   |
| Чемпіонат світу зі спортивної гімнастики 2023 | Команди, що посіли 1–9 місця (серед команд, що ще не кваліфікувались) | США (USA) Канада (CAN) Німеччина (GER) Італія (ITA) Швейцарія (SUI) Іспанія (ESP) Туреччина (TUR) Нідерланди (NED) Україна (UKR) |
| Загалом                                       | Загалом                                                               | 60 (12 команд по 5 гімнасти) |

Індивідуальні квоти
| Турнір                                                                                | Критерій                         | Гімнаст, що кваліфікувався |
| ------------------------------------------------------------------------------------- | -------------------------------- | --- |
| Чемпіонат світу зі спортивної гімнастики 2023 (1 квота на НОК)                        | Багатоборство                    | Бразилія (BRA) Південна Корея (KOR) Бельгія (BEL) |
| Чемпіонат світу зі спортивної гімнастики 2023 (1 квота на НОК)                        | Багатоборство                    | Мілад Карімі (KAZ) Артем Долгопят (ISR) Артур Давтян (ARM) Крістофер Мезарош (HUN) Джунхо Лі (KOR) Діого Суарес (BRA) Луа Ван дер Кейбус (BEL) Андрей Василь Мунтян (ROU) |
| Чемпіонат світу зі спортивної гімнастики 2023 (макс. 3 квоти на НОК на всі вправи)    | Вільні вправи                    | Карлос Юло (PHI) |
| Чемпіонат світу зі спортивної гімнастики 2023 (макс. 3 квоти на НОК на всі вправи)    | Кінь                             | Ріс Мак-Кленаган (IRL) |
| Чемпіонат світу зі спортивної гімнастики 2023 (макс. 3 квоти на НОК на всі вправи)    | Кільця                           | Елефтеріос Петруніас (GRE) |
| Чемпіонат світу зі спортивної гімнастики 2023 (макс. 3 квоти на НОК на всі вправи)    | Опорний стрибок                  | Кевін Пенев (BUL) |
| Чемпіонат світу зі спортивної гімнастики 2023 (макс. 3 квоти на НОК на всі вправи)    | Паралельні бруси                 | Ноа Кувіта (BEL) |
| Чемпіонат світу зі спортивної гімнастики 2023 (макс. 3 квоти на НОК на всі вправи)    | Перекладина                      | Тін Србич (CRO) |
| Серія етапів Кубка світу зі спортивної гімнастики 2024 (1 квота на НОК на всі вправи) | Вільні вправи                    | Руй Сангуюн (KOR) |
| Серія етапів Кубка світу зі спортивної гімнастики 2024 (1 квота на НОК на всі вправи) | Вільні вправи                    | Аурель Бенович (CRO) |
| Серія етапів Кубка світу зі спортивної гімнастики 2024 (1 квота на НОК на всі вправи) | Кінь                             | Ахмад Абу ас-Соуд (JOR) |
| Серія етапів Кубка світу зі спортивної гімнастики 2024 (1 квота на НОК на всі вправи) | Кінь                             | Наріман Курбанов (KAZ) |
| Серія етапів Кубка світу зі спортивної гімнастики 2024 (1 квота на НОК на всі вправи) | Кільця                           | Ваагн Давтян (ARM) |
| Серія етапів Кубка світу зі спортивної гімнастики 2024 (1 квота на НОК на всі вправи) | Кільця                           | Самір Аїт Саїд (FRA) |
| Серія етапів Кубка світу зі спортивної гімнастики 2024 (1 квота на НОК на всі вправи) | Опорний стрибок                  | Чек Вай Гунг (HKG) |
| Серія етапів Кубка світу зі спортивної гімнастики 2024 (1 квота на НОК на всі вправи) | Опорний стрибок                  | Магді Олфаті (IRI) |
| Серія етапів Кубка світу зі спортивної гімнастики 2024 (1 квота на НОК на всі вправи) | Паралельні бруси                 | Анхель Бараяс (COL) |
| Серія етапів Кубка світу зі спортивної гімнастики 2024 (1 квота на НОК на всі вправи) | Паралельні бруси                 | Расульон Абдурахімов (UZB) |
| Серія етапів Кубка світу зі спортивної гімнастики 2024 (1 квота на НОК на всі вправи) | Перекладина                      | Танг Чіа-Гунг (TPE) |
| Серія етапів Кубка світу зі спортивної гімнастики 2024 (1 квота на НОК на всі вправи) | Перекладина                      | Роберт Творогал (LTU) |
| Континентальні чемпіонати 2024 (1 квота на НОК; кваліфікація в багатоборстві)         | Африка                           | Омар Мохамед (EGY) |
| Континентальні чемпіонати 2024 (1 квота на НОК; кваліфікація в багатоборстві)         | Азія                             | Абдулла Азімов (UZB) |
| Континентальні чемпіонати 2024 (1 квота на НОК; кваліфікація в багатоборстві)         | Америка                          | Одрис Нін Реєс (DOM) |
| Континентальні чемпіонати 2024 (1 квота на НОК; кваліфікація в багатоборстві)         | Європа                           | Маріос Георгіу (CYP) |
| Континентальні чемпіонати 2024 (1 квота на НОК; кваліфікація в багатоборстві)         | Океанія                          | Джессі Мур (AUS) |
| Резервні квоти                                                                        | Країна-господарка                | Країна-господарка кваліфікувалась вище |
| Резервні квоти                                                                        | Запрошення тристоронньої комісії | Лаїс Наджар (SYR) |
| Чемпіонат світу зі спортивної гімнастики 2023 (перерозподіл)                          | Багатоборство                    | Хабібулло Ергашев (UZB) |
| Загалом                                                                               | Загалом                          | 36 |

### Жіночі змагання
Квоти в командній першості
| Дисципліна                                    | Критерій                                                              | Національні збірні, що кваліфікувались                                                                                                 |
| --------------------------------------------- | --------------------------------------------------------------------- | --- |
| Команди з чотирьох                            |                                                                       | |
| Чемпіонат світу зі спортивної гімнастики 2022 | Команди, що посіли 1–3 місця                                          | США (USA) Велика Британія (GBR) Канада (CAN)                                                                                           |
| Чемпіонат світу зі спортивної гімнастики 2023 | Команди, що посіли 1–9 місця (серед команд, що ще не кваліфікувались) | Китай (CHN) Бразилія (BRA) Італія (ITA) Нідерланди (NED) Франція (FRA) Японія (JPN) Австралія (AUS) Румунія (ROU) Південна Корея (KOR) |
| Загалом                                       | Загалом                                                               | 60 (12 команд з 5-х) |

Індивідуальні квоти
| Дисципліна                                                                            | Критерій                         | Гімнаст, що кваліфікувався |
| ------------------------------------------------------------------------------------- | -------------------------------- | --- |
| Чемпіонат світу зі спортивної гімнастики 2023 (1 квота на НОК)                        | Багатоборство                    | Німеччина (GER) Мексика (MEX) Угорщина (HUN) |
| Чемпіонат світу зі спортивної гімнастики 2023 (1 квота на НОК)                        | Багатоборство                    | Кайлія Немур (ALG) Паулін Шефер (GER) Алекса Морено (MEX) Ана Філіпа Мртінс (POR) Алія Фіннеган (PHI) Беттіна Лілі Цифра (HUN) Альба Петісто (ESP) Анна Лащевська (UKR) Лена Бікел (SUI) Гілларі Герон (PAN) Кейтлін Рускранц (RSA) Сона Артамонова (CZE) Лігі Рац (ISR) Люсія Грібар (SLO) |
| Чемпіонат світу зі спортивної гімнастики 2023 (макс. 3 квоти на НОК на всі вправи)    | Вільні вправи                    | Сара Вос (GER) |
| Чемпіонат світу зі спортивної гімнастики 2023 (макс. 3 квоти на НОК на всі вправи)    | Опорний стрибок                  | Ценге Марія Баскай (HUN) |
| Чемпіонат світу зі спортивної гімнастики 2023 (макс. 3 квоти на НОК на всі вправи)    | Різновисокі бруси                | Атзірі Сандовал (MEX) |
| Чемпіонат світу зі спортивної гімнастики 2023 (макс. 3 квоти на НОК на всі вправи)    | Колода                           | Ана Перес (ESP) |
| Серія етапів Кубка світу зі спортивної гімнастики 2024 (1 квота на НОК на всі вправи) | Опорний стрибок                  | Ан Чанг-ок (PRK) |
| Серія етапів Кубка світу зі спортивної гімнастики 2024 (1 квота на НОК на всі вправи) | Опорний стрибок                  | Валентина Георгієва (BUL) |
| Серія етапів Кубка світу зі спортивної гімнастики 2024 (1 квота на НОК на всі вправи) | Різновисокі бруси                | Джорджия-Роуз Браун (NZL) |
| Серія етапів Кубка світу зі спортивної гімнастики 2024 (1 квота на НОК на всі вправи) | Різновисокі бруси                | Леві Рувівар (PHI) |
| Серія етапів Кубка світу зі спортивної гімнастики 2024 (1 квота на НОК на всі вправи) | Колода                           | Ніна Дервал (BEL) |
| Серія етапів Кубка світу зі спортивної гімнастики 2024 (1 квота на НОК на всі вправи) | Колода                           | Тінг Хуа-Тін (TPE) |
| Серія етапів Кубка світу зі спортивної гімнастики 2024 (1 квота на НОК на всі вправи) | Вільні вправи                    | Шарліз Мьорц (AUT) |
| Серія етапів Кубка світу зі спортивної гімнастики 2024 (1 квота на НОК на всі вправи) | Вільні вправи                    | Лаура Касабуена (ESP) |
| Континентальні чемпіонати 2024 (1 квота на НОК; кваліфікація в багатоборстві)         | Африка                           | Яна Махмуд (EGY) |
| Континентальні чемпіонати 2024 (1 квота на НОК; кваліфікація в багатоборстві)         | Азія                             | Емма Малабуйо (PHI) |
| Континентальні чемпіонати 2024 (1 квота на НОК; кваліфікація в багатоборстві)         | Америка                          | Луїза Бланко (COL) |
| Континентальні чемпіонати 2024 (1 квота на НОК; кваліфікація в багатоборстві)         | Європа                           | Мейліс Брассар (BEL) |
| Континентальні чемпіонати 2024 (1 квота на НОК; кваліфікація в багатоборстві)         | Океанія                          | Ізабеллі Бретт (NZL) |
| Резервні квоти                                                                        | Країна-господарка                | Країна-господарка кваліфікувалась вище |
| Резервні квоти                                                                        | Запрошення тристоронньої комісії | Лінзі Браун (HAI) |
| Чемпіонат світу зі спортивної гімнастики 2019 (перерозподіл)                          | Багатоборство                    | Ріфда Ірфаналусфі (INA) |
| Загалом                                                                               | Загалом                          | 36 |

## Художня гімнастика[2]

### Особиста абсолютна першість
| Дисципліна                                                              | Критерій                         | НОК, що кваліфікувався |
| ----------------------------------------------------------------------- | -------------------------------- | --- |
| Чемпіонат світу з художньої гімнастики 2022 Квоти 1–3 (макс. 2 на НОК)  | Багатоборство                    | Італія (ITA) Німеччина (GER) Болгарія (BUL) |
| Чемпіонат світу з художньої гімнастики 2023 Квоти 1–16 (макс. 2 на НОК) | Багатоборство                    | Болгарія (BUL) Словенія (SLO) Іспанія (ESP) Ізраїль (ISR) Україна (UKR) Узбекистан (UZB) Німеччина (GER) Угорщина (HUN) Азербайджан (AZE) Франція (FRA) Бразилія (BRA) Італія (ITA) Іспанія (ESP) Румунія (ROU) |
| Континентальні чемпіонати 2021 All-around (макс. 1 на НОК)              | Африка                           | Алія Салех (EGY) |
| Континентальні чемпіонати 2021 All-around (макс. 1 на НОК)              | Азія                             | Ельжана Танієва (KAZ) |
| Континентальні чемпіонати 2021 All-around (макс. 1 на НОК)              | Америка                          | Евіта Гріскенас (USA) |
| Континентальні чемпіонати 2021 All-around (макс. 1 на НОК)              | Європа                           | Вера Туголукова (CYP) |
| Континентальні чемпіонати 2021 All-around (макс. 1 на НОК)              | Oceania                          | Александра Кірой-Богатирьова (AUS) |
| Запрошення виконавчого комітету FIG                                     | Країна-господарка                | Країна-господарка кваліфікувалась вище |
| Запрошення виконавчого комітету FIG                                     | Запрошення тристоронньої комісії | Права Місато Філафендес (LAO) |
| Чемпіонат світу з художньої гімнастики 2019 (перерозподіл)              | Багатоборство                    | Ванг Зілу (CHN) |
| Загалом                                                                 | Загалом                          | 25 |

### Групові вправи
| Дисципліна                                                               | Критерій          | Команда, що кваліфікувалась                                         |
| ------------------------------------------------------------------------ | ----------------- | ------------------------------------------------------------------- |
| Чемпіонат світу з художньої гімнастики 2022 Команди, що посіли 1–3 місця | Багатоборство     | Болгарія (BUL) Ізраїль (ISR) Іспанія (ESP)                          |
| Чемпіонат світу з художньої гімнастики 2023 Команди, що посіли 1–5 місця | Багатоборство     | Китай (CHN) Італія (ITA) Україна (UKR) Бразилія (BRA) Франція (FRA) |
| Континентальні чемпіонати 2020 Багатоборство (1 на континент)            | Африка            | Єгипет (EGY)                                                        |
| Континентальні чемпіонати 2020 Багатоборство (1 на континент)            | Азія              | Узбекистан (UZB)                                                    |
| Континентальні чемпіонати 2020 Багатоборство (1 на континент)            | Америка           | Мексика (MEX)                                                       |
| Континентальні чемпіонати 2020 Багатоборство (1 на континент)            | Європа            | Азербайджан (AZE)                                                   |
| Континентальні чемпіонати 2020 Багатоборство (1 на континент)            | Океанія           | Австралія (AUS)                                                     |
| Запрошення виконавчого комітету FIG                                      | Країна-господарка | Країна-господарка кваліфікувалась вище                              |
| Чемпіонат світу з художньої гімнастики 2023 (перерозподіл)               | Багатоборство     | Німеччина (GER)                                                     |
| Загалом                                                                  | Загалом           | 14                                                                  |

## Стрибки на батуті

### Чоловічі змагання
| Дисципліна                                 | Критерій                              | Квоти | НОК, що кваліфікувався | НОК, що кваліфікувався |
| ------------------------------------------ | ------------------------------------- | ----- | --- | --- |
| Чемпіонат світу зі стрибків на батуті 2023 | Посіли перші 8 місць (макс. 1 на НОК) | 5     | Китай (CHN) Японія (JPN) Португалія (POR) Велика Британія (GBR) Австрія (AUT)                                                                             | Китай (CHN) Японія (JPN) Португалія (POR) Велика Британія (GBR) Австрія (AUT)                                                                             |
| Континентальні чемпіонати 2021             | 1 на континент                        | 0     | Європа | |
| Континентальні чемпіонати 2021             | 1 на континент                        | 0     | Азія | |
| Континентальні чемпіонати 2021             | 1 на континент                        | 0     | Африка | |
| Континентальні чемпіонати 2021             | 1 на континент                        | 0     | Океанія | |
| Континентальні чемпіонати 2021             | 1 на континент                        | 0     | Америка | |
| Серії етапів Кубка світу 2023-2024         | Кваліфікувалось до 14 гімнастів       | 10    | Китай (CHN) Нова Зеландія (NZL) Франція (FRA) Індивідуальні нейтральні атлети (AIN) Бразилія (BRA) США (USA) Іспанія (ESP) Колумбія (COL) Казахстан (KAZ) | Китай (CHN) Нова Зеландія (NZL) Франція (FRA) Індивідуальні нейтральні атлети (AIN) Бразилія (BRA) США (USA) Іспанія (ESP) Колумбія (COL) Казахстан (KAZ) |
| Країна-господарка                          | Н/Д                                   | 0     | | |
| Запрошення тристоронньої комісії           | Н/Д                                   | 0     | Австралія (AUS) | Австралія (AUS) |
| Загалом                                    | Загалом                               | 16    | 16 | 16 |

### Жіночі змагання
| Дисципліна                                               | Критерій                              | Квоти | НОК, що кваліфікувався | НОК, що кваліфікувався |
| -------------------------------------------------------- | ------------------------------------- | ----- | --- | --- |
| Чемпіонат світу зі стрибків на батуті 2023               | Посіли перші 8 місць (макс. 1 на НОК) | 5     | Велика Британія (GBR) Китай (CHN) США (USA) Канада (CAN) Бразилія (BRA)                                                              | Велика Британія (GBR) Китай (CHN) США (USA) Канада (CAN) Бразилія (BRA)                                                              |
| Континентальні чемпіонати 2021                           | 1 на континент                        | 0     | Європа | |
| Континентальні чемпіонати 2021                           | 1 на континент                        | 0     | Азія | |
| Континентальні чемпіонати 2021                           | 1 на континент                        | 1     | Африка | Малак Хамза (EGY) |
| Континентальні чемпіонати 2021                           | 1 на континент                        | 0     | Океанія | |
| Континентальні чемпіонати 2021                           | 1 на континент                        | 0     | Америка | |
| Серія етапів Кубка світу зі стрибків на батуті 2019–2020 | Кваліфікувалось до 14 гімнасток       | 10    | Китай (CHN) Велика Британія (GBR) Японія (JPN) Франція (FRA) Нова Зеландія (NZL) Іспанія (ESP) Азербайджан (AZE) Грузія (GEO)AIN AIN | Китай (CHN) Велика Британія (GBR) Японія (JPN) Франція (FRA) Нова Зеландія (NZL) Іспанія (ESP) Азербайджан (AZE) Грузія (GEO)AIN AIN |
| Країна-господарка                                        | Н/Д                                   | 0     | | |
| Запрошення тристоронньої комісії                         | Н/Д                                   | 0     | | |
| Загалом                                                  | Загалом                               | 16    | 16 | 16 |